# Peter Schoomaker
Peter J. Schoomaker (né le 12 février 1946) est un général américain aujourd'hui retiré du service. Il a été le 35e Chief of Staff of the United States Army du 1er août 2003 au 10 avril 2007, fait remarquable puisque cette nomination s'est faite alors qu'il était déjà à la retraite, prise en 2000, fait extrêmement rare. Schoomaker prit sa seconde retraite, définitive, en 2007 après avoir servi pendant les quatre années réglementaires au poste de Chief of Staff.